# Langue vernaculaire
Une langue vernaculaire est la langue locale communément parlée au sein d’une communauté. Ce terme s’emploie souvent en opposition avec les termes de langue véhiculaire, standard, classique ou liturgique.
Par exemple, la liturgie catholique romaine en latin, était la même dans le monde entier : le latin servait de langue liturgique véhiculaire. Dans le même temps et depuis, l’enseignement de la religion se fait en langue locale, la langue vernaculaire. Le Pape parle italien, mais les chants liturgiques peuvent rester en latin, ainsi que des textes bibliques.
Cette distinction se retrouve dans les échanges économiques et commerciaux d’aujourd’hui, où l’anglais sert de langue véhiculaire face à la multitude des langues vernaculaires.

## Étymologie
Le mot « vernaculaire » vient du latin vernaculum qui désignait tout ce qui était dressé (esclaves compris), élevé, tissé, cultivé, confectionné à la maison, par opposition à ce que l’on se procurait par l’échange. Son sens s’est rapproché de celui des mots « autochtone » ou « indigène ». C'est l'écrivain romain Varron (né en 116 av. J.-C. et mort en 27 av. J.-C.) qui utilise le premier cet adjectif dans le contexte linguistique.

## Histoire du concept
Au début du IXe siècle, les fidèles des Gaules ne comprenaient plus le latin des lettrés et des clercs. Lors du concile de Tours de 813, l'Église demanda donc aux prêtres de faire leurs sermons de manière que le peuple puisse les comprendre. Les évêques rassemblés par Charlemagne décidèrent que les homélies ne devaient plus être prononcées en latin, mais en « langue rustique romane » ou en « langue tudesque » (germanique), selon le cas. À noter que l'instruction était bien religieuse à la base.
Après la mort de Charlemagne, les petits-fils de l'empereur se disputèrent l'Empire carolingien. Charles II le Chauve et Louis II de Germanie scellèrent ainsi une alliance contre leur frère aîné, Lothaire Ier, par les Serments de Strasbourg en 842. Afin de pouvoir être compris par les soldats de leurs frères respectifs, de courts extraits des Serments de Strasbourg furent rédigés en deux versions : l'une en roman (proto-français), et l'autre en germanique ou tudesque (francique rhénan). Il s'agit sur ce territoire du premier document officiel rédigé en langue vernaculaire.
La première grammaire européenne d'une langue vernaculaire, Las leys d'Amors, traité de grammaire et de rhétorique de langue occitane, fut publiée en 1356 à Toulouse.
La Papouasie-Nouvelle-Guinée abrite plus de 800 langues vernaculaires et en fait le pays le plus linguistiquement diversifié au monde, reflétant sa diversité culturelle. Parmi les plus notables figurent Hiri motu, Tok Pisin, Kuman, Enga et Melpa. La préservation de ces langues, parlées par des communautés souvent isolées, est essentielle pour maintenir leur patrimoine culturel et pour mieux comprendre la diversité linguistique mondiale.

#### Par proximité
- Langue maternelle
- Langue vivante
- Idiome
- Dialecte
  - Géolecte
  - idiolecte
  - Sociolecte
- Patois
- Créole

#### Par contraste
- Langue seconde
- Langue véhiculaire
  - Langue internationale
  - Koinè
  - Pidgin
  - Sabir
- Langue classique
- Langue liturgique
- Langue morte

#### Autres
- Nom vernaculaire
- Art vernaculaire